# Espoir FC (Niger)
Espoir FC je nigerský fotbalový klub ze Zinderu. Své zápasy hraje na městském stadionu pro 10 000 diváků. V roce 1984 se stal mistrem země, v letech 1984 a 1985 získal nigerský pohár.